# Skeppssättningen vid Mjösjön
Skeppssättningen vid Mjösjön är Sveriges nordligaste skeppsättning som ligger på en ås strax söder om sjön Mjösjön i Umeå kommun, Västerbottens län.
I området finns flera fornminnen, här finns bland annat fyra gravar från bronsåldern (1700-500 f.Kr.), däribland Sveriges nordligaste skeppssättning, samt två rösen och en stensättning. Under forntiden var höjden en ö i havet; på grund av landhöjningen befinner sig nu fornlämningen på fastlandet, flera kilometer från kusten.

## Bilder

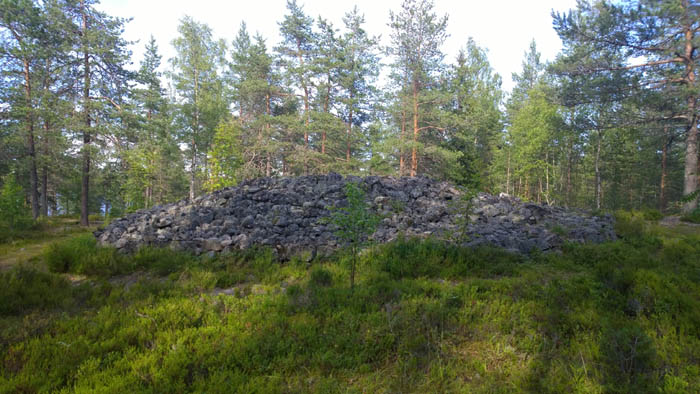
Ett av gravrösena som finns i området.